# Теланский (мыс)
Тела́нский — мыс на севере Охотского моря в Гижигинской губе залива Шелихова.

## Топоним
Название мыса происходит от острова Телан, расположенного юго-восточнее. Этот топоним упоминает Карл Дитмар во время своего путешествия в Гижигу и на полуостров Тайгонос летом 1853 года. Название Телан, возможно, от корякского Тыллъан — «имеющий вход, дверь» от тыллытыл — «дверь» + суффикс причастия -лъан.

## География
Является крайним западным мысом Теланского полуострова. Восточнее находится безымянная вершина высотой 636 метров и мыс Внутренний — крайняя южная точка полуострова, возле которого расположен остров Телан и который омывается Внутренней губой.
Средняя величина прилива у мыса — 6 метров, наибольшая глубина у берега — 45—49 метров.